# Pterolebias
 Pterolebias  és un gènere de peixos de la família dels rivúlids i de l'ordre dels ciprinodontiformes.

## Taxonomia
- Pterolebias hoignei (Thomerson, 1974)
- Pterolebias longipinnis (Garman, 1895)
- Pterolebias phasianus (Costa, 1988)[1][2][3][4][5][6]